# (3590) Holst
(3590) Holst (1984 CQ) – planetoida z pasa głównego asteroid okrążająca Słońce w ciągu 3,38 lat w średniej odległości 2,25 j.a. Odkrył ją Edward Bowell 5 lutego 1984 roku.